# Caradrina anceps
Caradrina anceps là một loài bướm đêm trong họ Noctuidae.